# Тюсингура: Правдивая история
«Тюсингура: Правдивая история» (яп. 忠魂義烈　実録忠臣蔵, Chûkon giretsu - Jitsuroku Chûshingura; англ. Chushingura: The Truth) — чёрно-белый немой фильм-драма режиссёра Сёдзо Макино, вышедший на экраны Японии 14 марта 1928 года. На основе японского народного предания о мести сорока семи бывших самураев за смерть своего господина.

## Сюжет
В первой части фильма действие начинает разворачиваться в марте 1701 года в императорском дворце, где готовятся к встрече послов. Сёгунат приказал организовать достойный приём послов Наганори Асано, молодому князю замка Ако, и Мунэхару Датэ, князю замка Ёсида. Они должны были получить наставления придворного этикета у Кодзукэноскэ Кира, корыстолюбивого алчного чиновника при дворе, использующего свои знания и высокий пост церемониймейстера для получения взяток. А поскольку князь Мунэхару Датэ преподнёс более щедрые дары придворному чиновнику, то князь Асано становится предметом недостойных уловок церемониймейстера.  Поначалу сдержанный и терпеливый Асано в конце концов не сдерживается и взрывается от чувства обиды и оскорблённого достоинства, и… поднимает меч на алчного чиновника Кира. В ходе завязавшейся потасовки князю Асано удаётся лишь ранить своего обидчика, далее их разнимают прибежавшие на шум придворные и слуги. Со времён сёгуна Иэясу (Токугава) обе стороны, участвовавшие в поединке, следовало наказать. Но гнев сёгуна Цунаёси и его любимца князя Янагисава был несправедлив: наказанию подвергся лишь князь Асано, а его обидчик Кира избежал справедливого суда. Без всякого расследования или суда князю Асано было предписано совершить сэппуку, для чего князя доставили в усадьбу Юкио Тамура, даймё замка Итиносэки в Осю. После самоубийства князя Асано, сёгунат конфисковал его замок, а верные князю вассалы становятся странствующими ронинами, лишёнными своих земель и привилегий.
Во второй части фильма повествуется о затаившихся на время вассалах князя Асано, давших клятву отомстить за смерть своего господина. Бывший главный советник князя Асано, Кураноскэ Оиси развёлся с женой и перебрался в Киото, где вёл разгульный образ жизни с молодой наложницей, пьянствовал, но знал, что за ним постоянно приглядывают шпионы церемониймейстера. Усыпив бдительность врага и достойно подготовившись к задуманной мести, 47 ронинов вновь собираются в Эдо, где 14 декабря 1702 года нападают на замок чиновника Кира и убивают его. Затем они последовали в храм Сэнгаку-дзи, что в Таканава, чтобы совершить ритуальное харакири на могиле своего господина.

## В ролях
- Ёхо Ии — Кураноскэ Оиси
- Цудзуя Морогути — князь Асано Наганори
- Ётаро Кацуми — Сакон Татибана
- Масахиро Макино — Тикара Оиси
- Кобундзи Итикава — Кодзукэносукэ Кира
- Ёдзо Кодзима — Цунаёси
- Рюносукэ Цукигата — Иккаку Симидзу